# 錆びた黄金
『錆びた黄金』（さびたおうごん、Eureka）は、1981年に製作されたイギリスとアメリカの合作映画。デヴィッド・ボウイが主演した『地球に落ちて来た男』で知られるニコラス・ローグ監督作品。『戦場のメリークリスマス』のジェレミー・トーマス製作。
1943年にバハマで起きた実話を基に映画化。

## キャスト
- ジャック：ジーン・ハックマン
- トレイシー：テレサ・ラッセル
- クロード：ルトガー・ハウアー
- アウレリオ弁護士：ミッキー・ローク
- マヤコフスキー：ジョー・ペシ

## あらすじ
金鉱を発見し莫大な財産を手に入れたジャックは、マイアミに豪邸を築き優雅な生活を送っていた。ジャックの財産を目当てに娘のトレイシーへ求婚したジゴロのクロードが現れ、思わぬ展開を見せる。